# Brittany Snow
Brittany Anne Snow (Tampa, Flórida, 9 de março de 1986) é uma atriz, modelo e cantora norte-americana. Considerada uma das atrizes mais versáteis de sua geração, ela é mais conhecida por seus papéis nos filmes Operação Babá,Todas Contra John, Hairspray: Em Busca da Fama, A Escolha Perfeita e X.

## Biografia
Brittany nasceu e cresceu em Tampa, Flórida. Ela é filha de Cynthia Snow, que trabalha para Prentice Hall, e John Snow, que dirigia uma agência de seguros até se aposentar para acompanhar a carreira de Brittany. Ela tem um meio-irmão, John Jr., e uma meia-irmã, ambos vivem em Ohio. Na infância, ela frequentou a Carrollwood Day School em Tampa, Flórida. No ensino fundamental, frequentou a Claywell Elementar. Durante o ensino médio, ela frequentou a Ben Hill. Brittany se formou em 2004 na Gaither High School em Tampa, Flórida.

### Carreira
Snow iniciou sua carreira como modelo aos três anos e meio de idade, em um anúncio. Ela teve um papel popular aos doze anos como a inquieta adolescente Susan LeMay na novela Guiding Light (1998-2001). Ficou mais conhecida por ter interpretado Meg Pryor na série da NBC, American Dreams, e a estudante neo-nazista Ariel Alderman na terceira temporada de Nip/Tuck. Em 2005, ela apareceu em Operação Babá filme de ação com Vin Diesel. Em 2006, ela estrelou a comédia adolescente Todas Contra John. No mesmo ano, ela emprestou sua voz para as personagens Naminé no jogo Kingdom Hearts II, bem como Shizuku Tsukishima em Mimi wo sumaseba.
Em 2007, atuou no filme Hairspray - Em Busca da Fama, uma adaptação cinematográfica do musical da Broadway, interpretando Amber Von Tussle, filha da personagem de Michelle Pfeiffer. Ela já havia trabalhado com o diretor de Hairspray Adam Shankman no filme da Disney, Operação Babá. Com o seu papel em Hairspray, o seu lado musical é apresentado em vários números, incluindo um solo intitulado "The New Girl In Town". Em 2008, ela desempenhou o papel principal no filme de terror A Morte Convida para Dançar, que foi lançado em abril. Brittany apareceu em alguns vídeos musicais de artistas como The Academy Is ... (The Phrase That Pays), Crooked Spoons (Otep The Acention), Cary Brothers (Ride), Plushgun (Just Impolite) e Ashley Tisdale (It's Alright, It's OK).
Em 2009, ela atuou em um episódio da série, Gossip Girl, como a jovem Lily Rhodes, no episódio "Valley Girls". Snow desempenhou o papel principal, na adaptação cinematográfica intitulada Clock Tower, que estreou em 2010. Em 2011, Snow começou a aparecer como personagem regular na primeira temporada do drama jurídico Harry's Law, e retornou como personagem recorrente na segunda temporada. No mesmo ano, ela estrelou no filme de suspense 96 Minutes.
Em 2012, Snow estrelou o filme de comédia musical Pitch Perfect, como a cantora a capela Chloe Beale, e ela reprisou seu papel nas continuações do longa Pitch Perfect 2 (2015) e Pitch Perfect 3 (2017). Em 2019, Snow interpretou Blair Helms no filme de comédia romântica da Netflix, Someone Great.
Em 2022, ela atuou ao lado de Mia Goth, no longa de terror X, como Bobby-Lynne Parker. Snow fez sua estreia na direção com o drama Parachute, que estreou no festival SXSW em março de 2023. Ela estrelou como Rachel no curta-metragem Red, White and Blue (2023), que conta a história de Rachel, uma mãe solteira que trabalha como uma garçonete, em busca urgente de um aborto, já que onde ela mora no Arkansas, o aborto é ilegal. O curta foi indicado ao Oscar de Melhor Curta-Metragem Live Action em 2024.

## Vida Pessoal
Snow anunciou seu noivado com o corretor de imóveis e surfista profissional Tyler Stanaland em 19 de fevereiro de 2019. Eles se casaram em Malibu em 14 de março de 2020. Snow anunciou sua separação pelas redes sociais em 14 de setembro de 2022.
Snow é co-fundadora do movimento Love Is Louder, um projeto de organização sem fins lucrativos, dedicada a acabar com o bullying nas escolas, onde são realizados eventos e atividades com alunos e professores, para discutir questões como imagem corporal, discriminação e depressão. Ela foi reconhecida pela Administração de Abuso de Substâncias e Serviços de Saúde Mental em 2015 com um Prêmio de Voz de Reconhecimento, por seus esforços para chamar a atenção para questões de saúde mental.

## Dubladoras no Brasil
- Fernanda Bullara em Todas Contra John e A Morte Convida para Dançar
- Eleonora Prado em Procurando Amanda
- Gabriela Santos em Operação Babá
- Tatiane Keplmair em Hairspray: Em Busca da Fama

## Filmografia

### Cinema
| Ano  | Título                       | Papel              | Notas                                  |
| ---- | ---------------------------- | ------------------ | -------------------------------------- |
| 2005 | The Pacifier                 | Zoe Plummer        |                                        |
| 2006 | Todas Contra John            | Kate Spencer       |                                        |
| 2006 | Whisper of the Heart         | Shizuku Tsukishima |                                        |
| 2007 | Hairspray                    | Amber Von Tussle   |                                        |
| 2007 | On the Doll                  | Balery             |                                        |
| 2008 | Prom Night                   | Donna Keppel       |                                        |
| 2008 | Finding Amanda               | Amanda             |                                        |
| 2008 | Streak                       | Baylin             | Curta-metragem                         |
| 2009 | The Vicious Kind             | Emma Gainsborough  |                                        |
| 2009 | Black Water Transit          | Sardoonah          |                                        |
| 2010 | Janie Jones                  | Iris               |                                        |
| 2011 | 96 Minutes                   | Carley             |                                        |
| 2012 | Pitch Perfect                | Chloe Beale        |                                        |
| 2012 | Would You Rather             | Iris               |                                        |
| 2012 | Petunia                      | Robin McDougal     |                                        |
| 2013 | Syrup                        | Three              |                                        |
| 2013 | Call Me Crazy: A Five Film   | Lucy               | Telefilme                              |
| 2014 | There's Always Woodstock     | Jody               |                                        |
| 2015 | Dial a Prayer                | Cora               |                                        |
| 2015 | Pitch Perfect 2              | Chloe Beale        |                                        |
| 2016 | The Late Bloomer             | Michelle           |                                        |
| 2017 | Bushwick                     | Lucy               |                                        |
| 2017 | Hangman                      | Christi Davies     |                                        |
| 2017 | Pitch Perfect 3              | Chloe Beale        |                                        |
| 2018 | Milkshake                    | -                  | Curta-metragem / diretora e roteirista |
| 2019 | Someone Great                | Blair Helms        |                                        |
| 2020 | Hooking Up                   | Darla Beane        | Produtora                              |
| 2022 | X                            | Bobby-Lynne Parker |                                        |
| 2022 | Christmas with the Campbells | Jesse              |                                        |
| 2023 | Red, White and Blue          | Rachel             | Curta-metragem                         |
| 2023 | The Good Half                | Leigh Wheeland     |                                        |
| 2023 | Parachute                    | -                  | Diretora, produtora e roteirista       |

### Televisão
| Ano       | Título                            | Papel           | Notas                                  |
| --------- | --------------------------------- | --------------- | -------------------------------------- |
| 1995-1994 | SeaQuest DSV                      |                 | 2 episódios                            |
| 1998      | From the Earth to the Moon        |                 | 1 episódio                             |
| 1999      | Safe Harbor                       | Sara            | 1 episódio                             |
| 2001-1998 | The Guiding Light                 | Susan Lemay     | 9 episódios                            |
| 2005-2002 | American Dreams                   | Meg Pryor       | 61 episódios                           |
| 2005      | Nip/Tuck                          | Ariel Alderman  | 5 episódios                            |
| 2006      | Law & Order: Special Victims Unit | Jamie Hoskins   | 1 episódio                             |
| 2009      | Gossip Girl                       | Lily Rhodes     | 1 episódio                             |
| 2009      | Family Guy                        | Candy           | Voz, episódio: "Quagmire's Baby"       |
| 2011      | Harry's Law                       | Jenna Backstrom | 13 episódios                           |
| 2011      | Mad Love                          | Julia Swanson   | 1 episódio                             |
| 2012-2013 | Ben and Kate                      | Lila            | 4 episódios                            |
| 2015      | Full Circle                       | Katie Parerra   | 5 episódios                            |
| 2015      | TripTank                          | Stacy           | 1 episódio                             |
| 2016      | Workaholics                       | Erin Mantini    | 1 episódio                             |
| 2016-2017 | Crazy Ex-Girlfriend               | Anna Hicks      | 3 episódios                            |
| 2017      | Temporary                         | Ela mesma       | 1 episódio                             |
| 2019-2020 | Almost Family                     | Julia Bechley   | 13 episódios                           |
| 2023      | Not Dead Yet                      | Piper Ashford   | Episódio: "Not Out of High School Yet" |
| 2023      | The Night Agent                   | Alice           | Personagem Recorrente; 2ª Temporada    |

## Discografia

### Trilha Sonora
- 2007: Hairspray
- 2012: Pitch Perfect
- 2015: Pitch Perfect 2
- 2017: Pitch Perfect 3

## Prêmios e Indicações
| Ano  | Trabalho                    | Premiação                                | Categoria                                                                                  | Resultado |
| ---- | --------------------------- | ---------------------------------------- | ------------------------------------------------------------------------------------------ | --------- |
| 2000 | The Guiding Light           | Young Artist Award                       | Melhor Performance em Novela - Jovem Atriz                                                 | Venceu    |
| 2001 | The Guiding Light           | Young Artist Award                       | Melhor Performance em Série Diurna - Jovem Atriz                                           | Indicada  |
| 2002 | The Guiding Light           | Young Artist Award                       | Melhor Performance de Drama em Série de TV - Atriz Jovem Principal                         | Indicada  |
| 2003 | American Dreams             | Young Artist Award                       | Melhor Elenco em Série de TV (Comédia ou Drama)                                            | Indicada  |
| 2003 | American Dreams             | Teen Choice Award                        | Escolha Atriz de TV - Drama/Ação Aventura                                                  | Indicada  |
| 2003 | American Dreams             | Teen Choice Award                        | Escolha Melhor Estrela de TV - Feminina                                                    | Indicada  |
| 2004 | American Dreams             | Young Artist Award                       | Melhor Performance em Série de TV (Comédia ou Drama) - Atriz Coadjuvante                   | Indicada  |
| 2004 | American Dreams             | Teen Choice Award                        | Escolha Atriz de TV - Drama/Ação Aventura                                                  | Indicada  |
| 2007 | Hairspray                   | Hollywood Film Award                     | Elenco do Ano                                                                              | Venceu    |
| 2008 | A Morte Convida para Dançar | Teen Choice Award                        | Escolha Atriz de Cinema: Horror/Thriller                                                   | Indicada  |
| 2008 | Hairspray                   | Screen Actors Guild Awards               | Melhor Performance de Elenco em Filme                                                      | Indicada  |
| 2008 | Hairspray                   | Palm Springs International Film Festival | Melhor Performance de Elenco em Filme                                                      | Venceu    |
| 2009 | Procurando Amanda           | Prism Award                              | Performance em Filme                                                                       | Indicada  |
| 2011 | 96 Minutes                  | Boston Film Festival                     | Melhor Atriz                                                                               | Venceu    |
| 2013 | Pitch Perfect               | MTV Movie & TV Awards                    | Melhor Momento Musical (dividido com Anna Kendrick, Anna Camp, Hana Mae Lee, Rebel Wilson) | Venceu    |
| 2013 | Pitch Perfect               | Teen Choice Awards                       | Melhor Elenco                                                                              | Indicada  |
| 2015 | Pitch Perfect 2             | Teen Choice Awards                       | Química em Filme (dividido com Anna Kendrick)                                              | Venceu    |
| 2015 | Love Is Louder              | Human Rights Campaign                    | Prêmio de Voz de Reconhecimento                                                            | Venceu    |
| 2016 | Pitch Perfect 2             | MTV Movie & TV Awards                    | Melhor Elenco                                                                              | Venceu    |